# Jury (miejscowość)
Jury – miejscowość i gmina we Francji, w regionie Grand Est, w departamencie Mozela.
Według danych na rok 1990 gminę zamieszkiwały 792 osoby, a gęstość zaludnienia wynosiła 250 osób/km² (wśród 2335 gmin Lotaryngii Jury plasowała się wtedy na 446. miejscu pod względem liczby ludności, natomiast pod względem powierzchni na miejscu 1163.).
| Demografia | Demografia | Demografia | Demografia | Demografia | Demografia |
| 1962       | 1968       | 1975       | 1982       | 1990       | 1999       |
| ---------- | ---------- | ---------- | ---------- | ---------- | ---------- |
| 127        | 145        | 692        | 807        | 792        | 978        |